# Сутормин, Алексей Сергеевич
Алексе́й Серге́евич Суторми́н (род. 10 января 1994, Москва) — российский футболист, полузащитник клуба «Крылья Советов».

## Биография
Родился в Москве, с детства и до 16 лет жил в подмосковном Одинцово. Начал заниматься футболом в ДЮСШ № 94 «Крылатское», которая впоследствии сменила место прописки и была переименована в «Строгино». Был на просмотре в «Спартаке», два-три года обучался в «Химках», после чего перешёл в академию петербургского «Зенита», провёл два матча в молодёжном первенстве за «Зенит».

### Клубная карьера

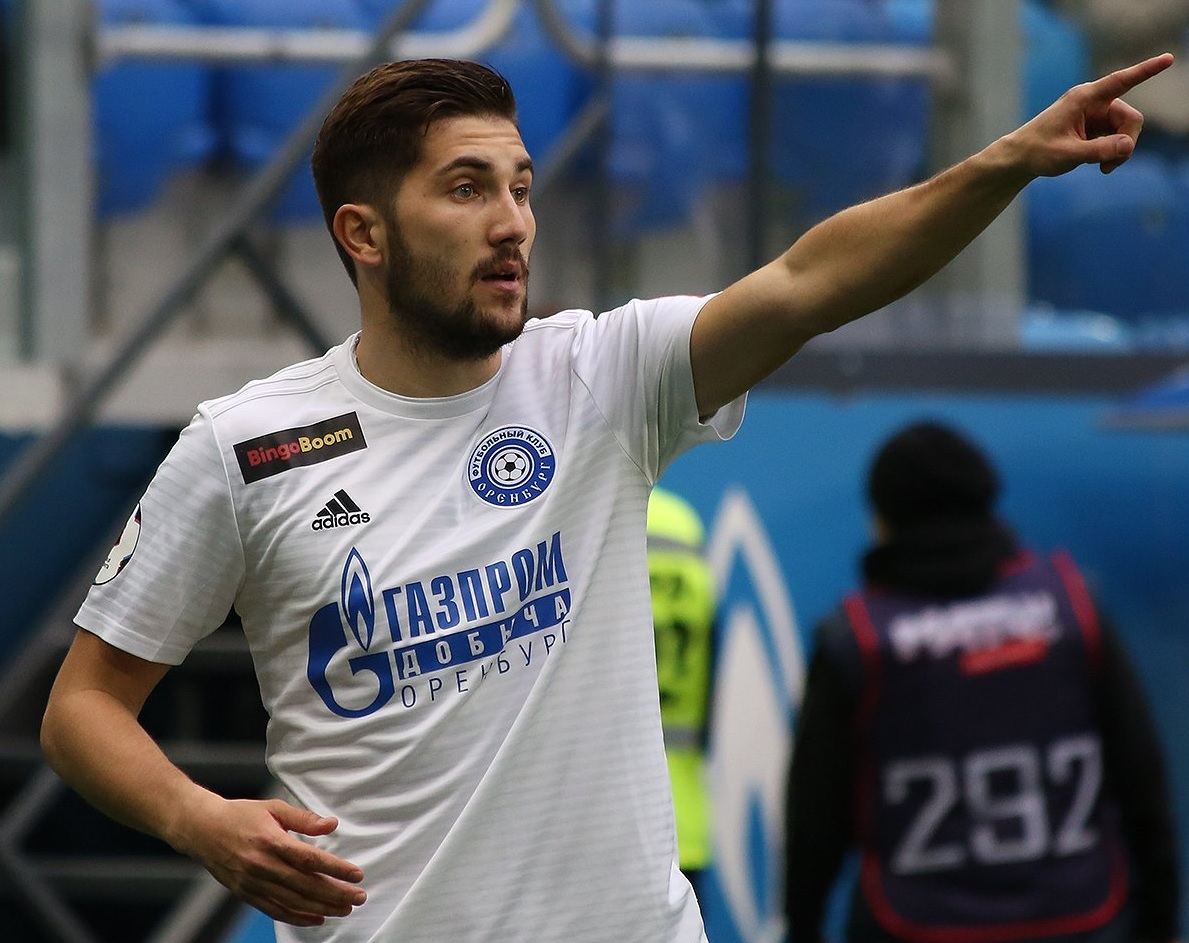
Сутормин в составе «Оренбурга» в 2019 году

Первым профессиональным клубом стал московский «Строгино». Отличился в дебютном матче за команду, 10 июля 2013 года в кубковой встрече против московского «Зенита». В июле 2015 года перешёл в астраханский «Волгарь». Дебютировал в игре против «Спартака-2» (0:1). В следующей встрече против воронежского «Факела» забил победный гол. В составе «Волгаря» участвовал в переходных матчах за выход в РФПЛ.
В 2017 году сообщалось об интересе к футболисту со стороны чешской «Виктории», «Зенита» и «Ростова». Все три предложения отклонил клуб игрока. Спустя год перешёл в «Оренбург».
После окончания сезона 2018/19 появилась информация, что Сутормин перейдёт в петербургский «Зенит» — в услугах игрока был заинтересован главный тренер Сергей Семак. Стороны не могли прийти к соглашению, так как клуб считал завышенными требования игрока и его агентов. Учитывая, что спонсором и «Оренбурга», и «Зенита» являются структуры «Газпрома», считалось, что контракт будет вскоре подписан, но неожиданно 29 июня казанский «Рубин» объявил о подписании с Суторминым 4-летнего соглашения. По данным издания «Бизнес Online», со стороны «Оренбурга» трансфер провёл находящийся в хороших отношениях с генеральным директором «Рубина» Рустемом Саймановым Эдуард Сафонов, отзаявленный из оренбургского клуба 2 июня. По информации журналиста Василия Конова, которая в дальнейшем была подтверждена изданием «Бизнес Online», игрок был куплен «Рубином» у «Оренбурга» за 50 тысяч рублей. «Зенит» также купил игрока у «Рубина» за эту сумму. Портал Transfermarkt оценивал Сутормина в 3,5 млн евро. По регламенту РФС, при покупке футболиста новый клуб обязан выплатить 5,5 % от суммы трансфера спортивным школам и клубам, участвовавшими в его подготовке до 23 лет. Академии «Строгино», «Химок», «Зенита» и астраханский «Волгарь» должны были получить на всех 5500 рублей от «Рубина» и «Зенита» (по 2750 от каждого клуба). 30 числа Сутормин провёл первый тайм товарищеского матча против «Нижнего Новгорода» (0:1). 8 июля было объявлено о переходе Сутормина из «Рубина» в «Зенит». Контракт был заключён на три года с возможностью продления на один год. Дебютировал 14 июля в домашней игре первого тура против «Тамбова» (2:1). 21 сентября в домашнем матче против «Рубина» (5:0) забил первые два гола за «Зенит».
11 февраля 2024 года перешёл в «Сочи» на правах аренды до конца сезона 2023/24.
15 августа 2024 года перешёл в «Ростов» на правах аренды до конца сезона 2024/25, после которого контракт с «Зенитом» завершается.
8 июля 2025 года подписал однолетний контракт с самарскими «Крыльями Советов».

### В сборной
Весной 2014 года вызывался в молодёжную сборную России, принял участие в двух неофициальных матчах против сверстников из Швеции.
В 2016 году в составе молодёжной сборной России стал победителем Кубка Содружества-2016. Принял участие в 4 матчах, забил гол в финале.
14 мая 2019 года, попал в расширенный состав сборной России на отборочные матчи ЧЕ-2020 против Сан-Марино и Кипра.
8 октября 2021 года дебютировал в сборной России в матче со Словакией. Во своём втором матче за сборную против Словении вывел команду на поле с капитанской повязкой. 11 ноября 2021 года в матче против Кипра Сутормин забил дебютный гол за сборную, поразив ворота ударом головой.

## Статистика
| Выступление      | Выступление      | Выступление      | Лига | Лига | Кубки | Кубки | Стыки | Стыки | Еврокубки | Еврокубки | Итого | Итого |
| Клуб             | Лига             | Сезон            | Игры | Голы | Игры  | Голы  | Игры  | Голы  | Игры      | Голы      | Игры  | Голы  |
| ---------------- | ---------------- | ---------------- | ---- | ---- | ----- | ----- | ----- | ----- | --------- | --------- | ----- | ----- |
| Строгино         | ПФЛ              | 2013/14          | 28   | 6    | 3     | 2     | —     | —     | —         | —         | 31    | 8     |
| Строгино         | ПФЛ              | 2014/15          | 25   | 9    | 1     | 0     | —     | —     | —         | —         | 26    | 9     |
| Строгино         | Итого            | Итого            | 53   | 15   | 4     | 2     | —     | —     | —         | —         | 57    | 17    |
| Волгарь          | ФНЛ              | 2015/16          | 31   | 4    | 1     | 0     | 2     | 0     | —         | —         | 34    | 4     |
| Волгарь          | ФНЛ              | 2016/17          | 38   | 9    | 2     | 0     | —     | —     | —         | —         | 40    | 9     |
| Волгарь          | ФНЛ              | 2017/18          | 23   | 9    | 0     | 0     | —     | —     | —         | —         | 23    | 9     |
| Волгарь          | Итого            | Итого            | 92   | 22   | 5     | 0     | 2     | 0     | —         | —         | 99    | 22    |
| Оренбург         | ФНЛ              | 2017/18          | 13   | 3    | 0     | 0     | —     | —     | —         | —         | 13    | 3     |
| Оренбург         | Премьер-лига     | 2018/19          | 29   | 8    | 2     | 1     | —     | —     | —         | —         | 31    | 9     |
| Оренбург         | Итого            | Итого            | 42   | 11   | 2     | 1     | —     | —     | —         | —         | 44    | 12    |
| Зенит (СПб)      | Премьер-лига     | 2019/20          | 24   | 3    | 5     | 2     | —     | —     | 2         | 0         | 31    | 5     |
| Зенит (СПб)      | Премьер-лига     | 2020/21          | 26   | 3    | 1     | 0     | —     | —     | 5         | 0         | 32    | 3     |
| Зенит (СПб)      | Премьер-лига     | 2021/22          | 25   | 4    | 2     | 0     | —     | —     | 5         | 1         | 32    | 5     |
| Зенит (СПб)      | Премьер-лига     | 2022/23          | 14   | 0    | 6     | 0     | —     | —     | —         | —         | 20    | 0     |
| Зенит (СПб)      | Премьер-лига     | 2023/24          | 7    | 0    | 5     | 0     | —     | —     | —         | —         | 12    | 0     |
| Зенит (СПб)      | Итого            | Итого            | 96   | 10   | 19    | 2     | —     | —     | 12        | 1         | 127   | 13    |
| Сочи             | Премьер-лига     | 2023/24          | 10   | 2    | 0     | 0     | —     | —     | —         | —         | 10    | 2     |
| Сочи             | Итого            | Итого            | 10   | 2    | 0     | 0     | —     | —     | —         | —         | 10    | 2     |
| Ростов           | Премьер-лига     | 2024/25          | 24   | 0    | 9     | 2     | —     | —     | —         | —         | 33    | 2     |
| Ростов           | Итого            | Итого            | 24   | 0    | 9     | 2     | —     | —     | —         | —         | 33    | 2     |
| Крылья Советов   | Премьер-лига     | 2025/26          | 0    | 0    | 0     | 0     | —     | —     | —         | —         | 0     | 0     |
| Крылья Советов   | Итого            | Итого            | 0    | 0    | 0     | 0     | —     | —     | —         | —         | 0     | 0     |
| Всего за карьеру | Всего за карьеру | Всего за карьеру | 317  | 60   | 39    | 7     | 2     | 0     | 12        | 1         | 370   | 68    |

## Достижения
«Зенит»
- Чемпион России (4): 2019/20, 2020/21, 2021/22, 2022/23
- Обладатель Кубка России: 2019/20
- Обладатель Суперкубка России (3): 2021, 2022, 2023

Сборная России (до 21 года) 
- Обладатель Кубка Содружества: 2016